# Biłykiwka
Biłykiwka (ukr. Біликівка) – wieś na Ukrainie, w obwodzie sumskim, w rejonie sumskim, w hromadzie Mykołajiwka. W 2001 liczyła 117 mieszkańców.